# 海南广播电视总台少儿频道
海南广播电视总台少儿频道是中国海南广播电视总台旗下的一条电视频道，2005年1月19日正式开播。受众对象是海南0到18岁的少年儿童和他们的家长。该频道内容活泼生动，根据少年儿童观众的喜好播出一些生动有趣的动漫、影视节目和一些资讯节目等。